# Pteronycta argyresthis
Pteronycta argyresthis är en fjärilsart som beskrevs av George Francis Hampson 1895. Pteronycta argyresthis ingår i släktet Pteronycta och familjen nattflyn. Inga underarter finns listade.